# Couvent des Congregados

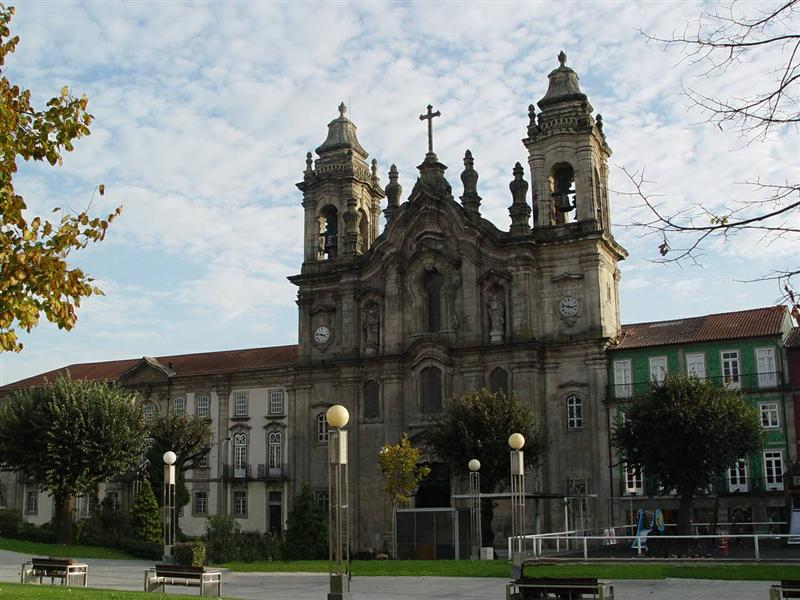
Basilique et couvent des Congregados.

Le couvent des Congregados, également appelé monastère et collège des Congregados et couvent de la congrégation de São Filipe de Néri, est situé dans la ville de Braga, dans le district du même nom, au Portugal.
L'ensemble architectural qui comprend le Couvent, la Basilique des Congrégations et le Collège des Congrégations est classé Immeuble d'Intérêt Public depuis 1993.
En 2016, il est occupé par le département de musique de l'Université du Minho.
La basilique des Congregados, conçue par l'architecte André Soares, a été construite au XVIe siècle. Consacrée le 27 octobre 1717, il restait à construire les tours et à placer les statues dans les niches respectives de la façade. Les travaux ne furent achevés qu'au XXe siècle lorsque les statues de la façade - São Filipe de Nery et São Martinho de Dume -, furent hissées dans leurs niches le 16 février 1964.

## Source de traduction
- (pt) Cet article est partiellement ou en totalité issu de l’article de Wikipédia en portugais intitulé « Convento dos Congregados » (voir la liste des auteurs).